# Милютино (Кемеровская область)
Милю́тино — деревня в Юргинском районе Кемеровской области. Входит в состав Мальцевского сельского поселения.

## История
Основана в 1908 году. В 1926 году посёлок Малютина состоял из 70 хозяйств, основное население — белоруссы. В административном отношении находился в составе Александровского сельсовета Болотнинского района Томского округа Сибирского края.

## Население
| 2010 |
| ---- |
| 105  |

## Улицы
| - ул. Зелёная, - ул. Набережная, | - ул. Центральная, - ул. Школьная. |